# Odobenus rosmarus
La morsa (Odobenus rosmarus) es una especie de mamífero pinnípedo de la familia de los odobénidos que habita en los mares árticos. Existen dos subespecies, la morsa del Atlántico (Odobenus rosmarus rosmarus) y la del Pacífico (Odobenus rosmarus divergens). La población mundial de morsas se calcula en unos doscientos cincuenta mil ejemplares. 

## Nombre
El nombre latín Odobenus viene del griego odous (‘diente’) y baino (‘andar’), ya que se observó que las morsas utilizaban sus colmillos para impulsarse al salir del agua. Rosmarus procede de la palabra sueca que significa morsa. Divergens (‘divergente’) hace referencia a los colmillos. 
La palabra española morsa procede del sami o del finés y llegó al español a través del francés o del inglés. En esta última lengua, sin embargo, la palabra más antigua, morse, cayó en desuso y fue sustituida por la actual, walrus, que procede del danés hvalros, que significa ‘ballena-caballo’ o ‘vaca de mar’ y es común a otras lenguas germánicas. Los esquimales la llaman aivik en inuit y, en yupik, aivuk.

## Subespecies
Se reconocen dos subespecies de morsa,
- Odobenus rosmarus rosmarus
- Odobenus rosmarus divergens

La morsa atlántica (Odobenus rosmarus rosmarus) habita en una región que va desde el Ártico canadiense hasta el mar de Kara. Se cree que existen actualmente unos 22 500 ejemplares (6000 en Rusia y Noruega, 12 000 en Canadá y 4500 en Groenlandia).
La morsa del Pacífico (Odobenus rosmarus divergens) se encuentra al norte del océano Pacífico desde el mar oriental de Siberia hasta el mar de Beaufort, así como en el mar de Láptev. Existen como mínimo 200 000 ejemplares de morsa del Pacífico en las costas de Rusia y los Estados Unidos.
La morsa del Pacífico es algo mayor: el macho puede llegar a pesar hasta 1800 kg y tiene los colmillos más largos y el cráneo más ancho. El ejemplar de mayor tamaño que se conoce llegó a pesar 2265 kg y a medir 4,91 m de longitud. Se conserva en el Museo de Horniman de Londres.

## Descripción

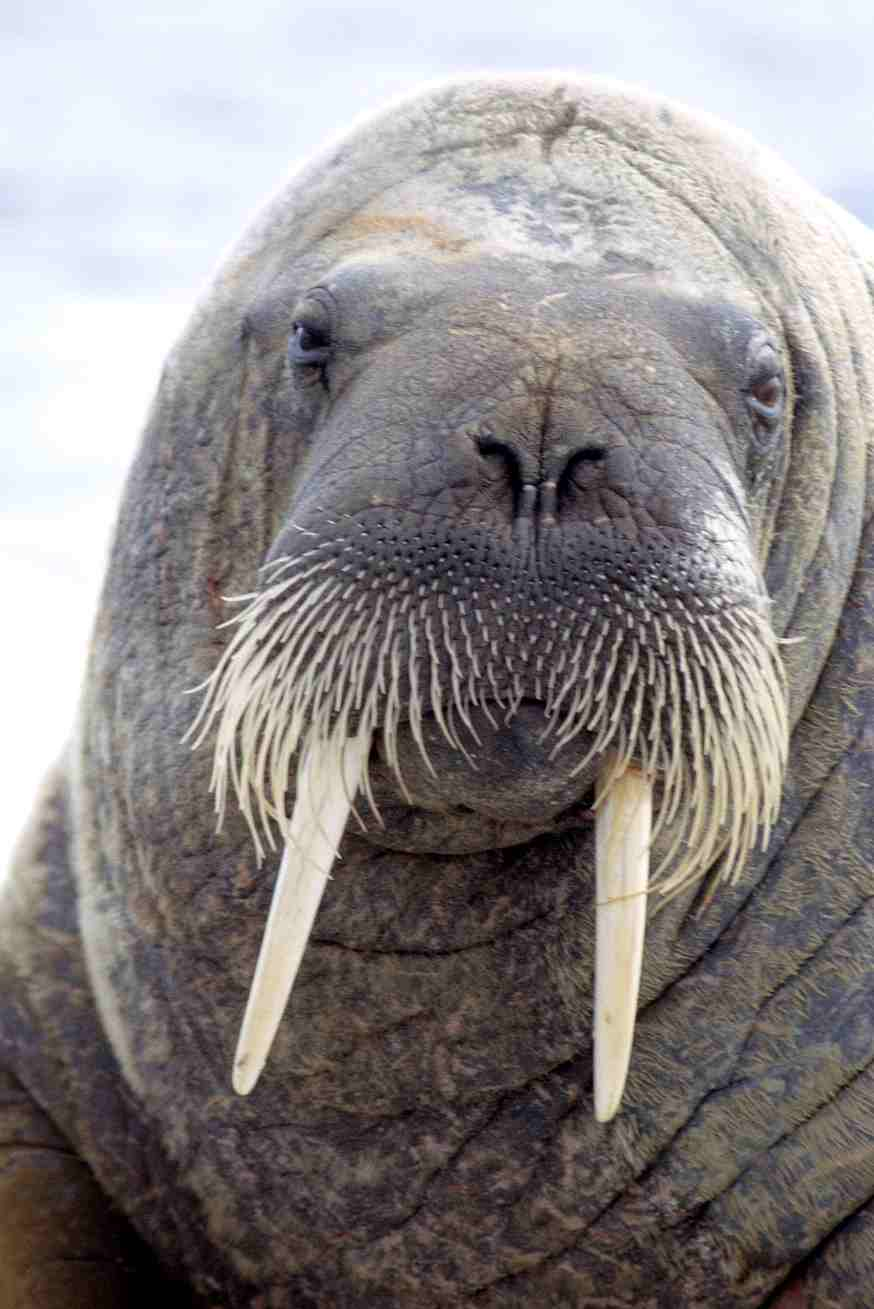
Morsa macho en la cuenca Foxe.

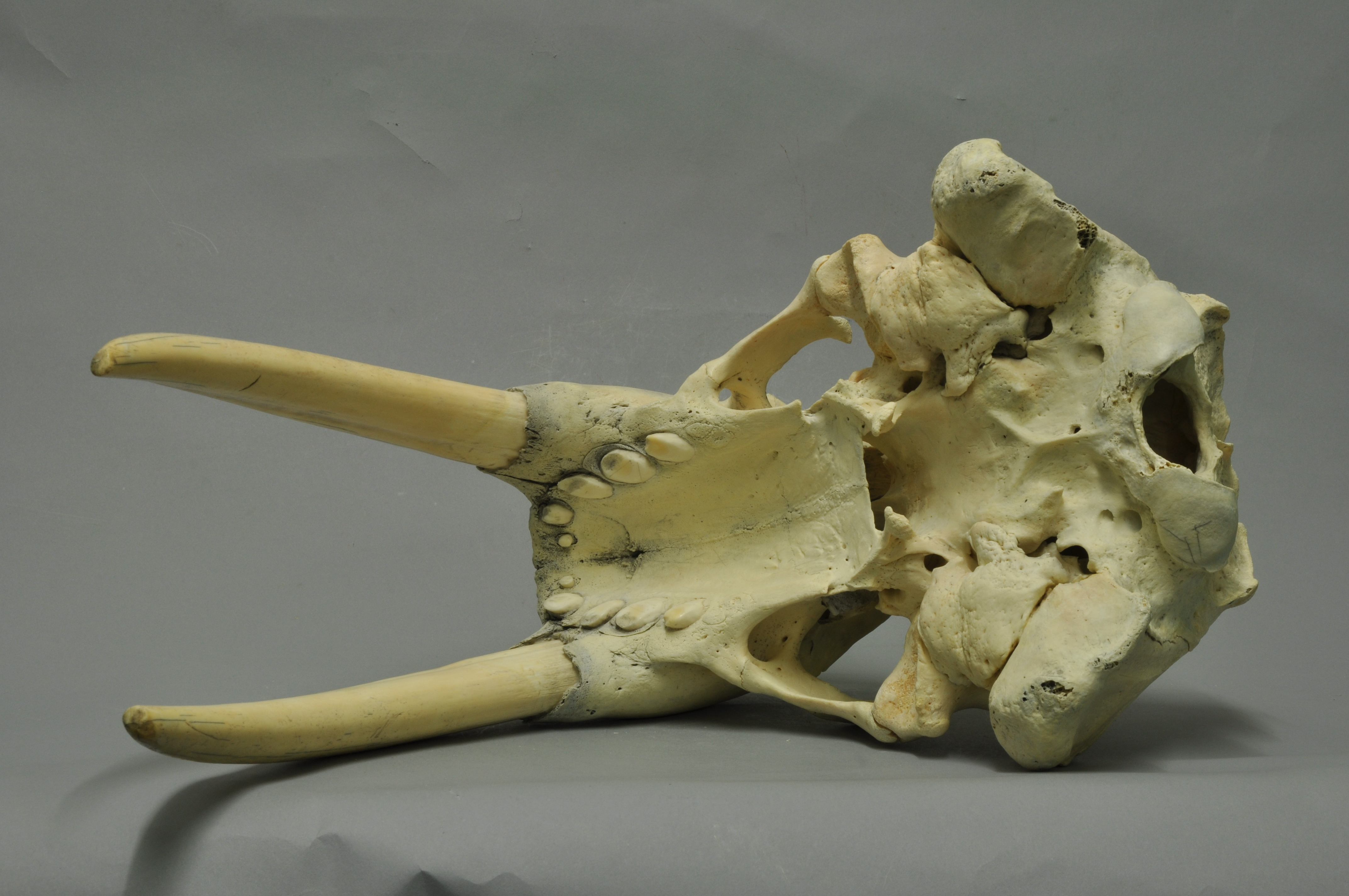
Cráneo (Colección del Museo de Wiesbaden).

Las morsas macho miden unos tres metros y medio de largo, mientras que las hembras miden tres metros. Los machos pesan entre 800 y 1700 kg y tienen una longitud de entre 2,7 y 3,6 m, mientras que las hembras pesan entre 400 y 1250 kg y miden entre 2,3 y 3,1 m según la subespecie. Entre los pinnípedos, solo algunos elefantes marinos alcanzan un tamaño mayor. Las morsas pueden vivir hasta 40 años.
Aunque el cuerpo regordete de la morsa parece calvo desde la distancia, está cubierto por una capa de pelo corto de aproximadamente un centímetro que se vuelve más delgada con la edad. La piel es extremadamente gruesa y arrugada, de unos cuatro centímetros; debajo hay una capa de grasa de cinco a ocho centímetros de espesor. Protege a los animales del frío y de las lesiones causadas por bordes afilados de hielo o piedras puntiagudas. En los machos adultos está reforzado en el cuello y los hombros y probablemente sirve como protección adicional contra lesiones durante las batallas entre machos. Cuando nacen, las morsas tienen un fuerte color marrón rojizo; a medida que envejecen, se vuelven cada vez más pálidas y finalmente de color marrón amarillento. Por tanto, se puede estimar su edad por el color de una morsa. Las regiones del pecho y del abdomen suelen ser más oscuras que la región de la espalda. Las aletas son de color gris oscuro en los recién nacidos, pero se vuelven más pálidas con el tiempo.

### Dentaduras
La característica más llamativa de la morsa son los dientes caninos superiores, que están formados en largos colmillos. Están presentes en ambos sexos, pero en los machos suelen ser más largos, más rechonchos, con una sección más angular y también más rectos, mientras que los colmillos de las hembras suelen ser de sección redonda y tener una mayor curvatura. En promedio miden 50 centímetros de largo; excepcionalmente se observan longitudes récord de 1 metro. En las morsas jóvenes, los caninos aún no están desarrollados; solo brotan entre los seis y los ocho meses de edad y, debido al labio voluminoso y arrugado, normalmente no son visibles hasta después de un año y medio. En los animales adultos, el esmalte dental inicialmente presente se desgasta con el tiempo y, tarde o temprano, se pierde por completo. En los animales más viejos, los colmillos suelen estar muy desafilados por el uso prolongado y, en ocasiones, incluso rotos.
Los colmillos sirven, entre muchas otras funciones, como defensa contra depredadores, como reposacabezas, para abrir orificios para respirar en el hielo o como ayuda al salir del agua, para demostrar el sexo, la edad y el estatus social de quienes los usan. Por ejemplo, los animales dominantes de ambos sexos pueden desplazar regularmente a los individuos subordinados de sus lugares de descanso favorables simplemente mostrando sus impresionantes colmillos. Esto significa que una pelea sólo ocurre cuando se encuentran dos portadores de colmillos de aproximadamente la misma longitud.
Si bien los animales jóvenes inicialmente tienen dientes completos, sus incisivos inferiores se caen tan pronto como los dos colmillos erupcionan. Los molares detrás de los 3 o 4 premolares ya están atrofiados. El número total de dientes varía entre 18 y 24 y puede expresarse mediante la fórmula dental 1–2/0 1/1 3–4/3–4 0/0.

### Cabeza y órganos sensoriales

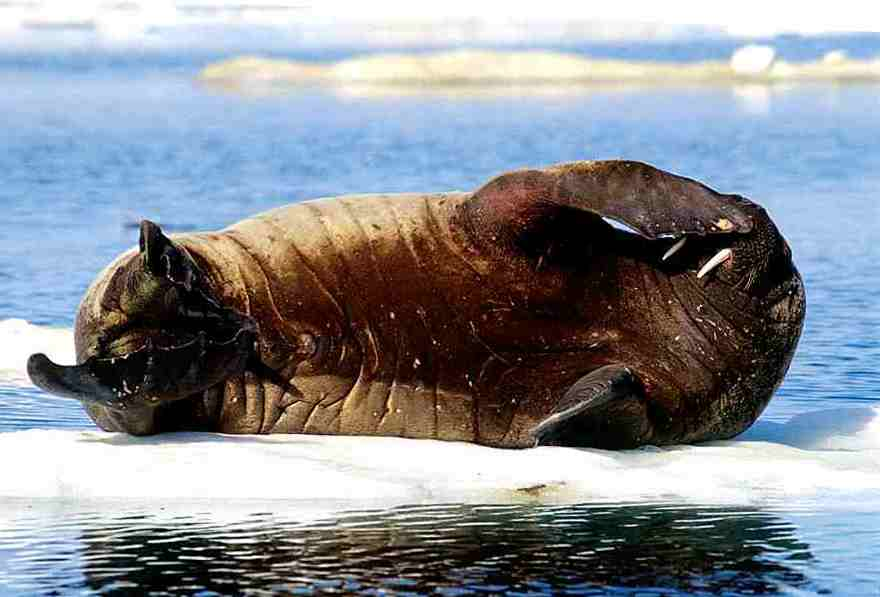
Morsa rascándose.

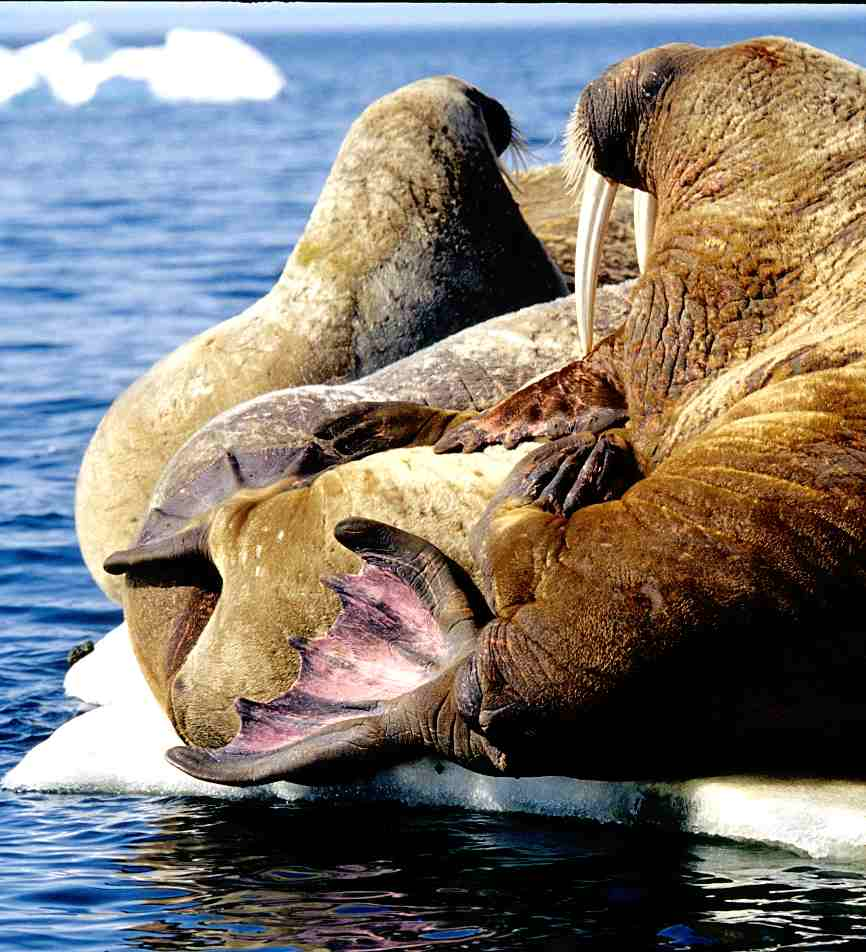
Morsa con aletas traseras claramente visibles.

El rasgo más característico del cráneo aproximadamente cuboide es la gran apófisis mastoides (processus mastoideus) de cada hueso temporal (os temporale), a la que se unen los poderosos músculos del cuello. A diferencia de las focas orejudas, las morsas no tienen protuberancias en el hueso frontal (Os frontale) en las cuencas de los ojos (Orbita) y tampoco tienen cresta parietal. El rostrum, el hocico, es romo y la piel de la parte superior está muy queratinizada.
Es característica la barba de cerdas formada por hasta 450 pelos táctiles, que cuelga del labio superior como una jaula y sirve para reconocer y distinguir entre distintos tipos de presas. Sin embargo, está muy desgastada en la naturaleza y sólo es tan prominente en los animales mantenidos en zoológicos.
Los ojos de las morsas son muy pequeños en comparación con el tamaño del cráneo; a diferencia de las focas orejudas, no tienen orejas visibles externamente. Los huesos del oído medio son relativamente finos.

### Aletas
Al igual que las focas de orejas, probablemente emparentadas, las morsas tienen aletas muy ágiles con las que pueden alcanzar casi cualquier punto de su cuerpo. Permiten una mayor agilidad en tierra que las extremidades de las focas comunes, por ejemplo, aunque las morsas no sean tan diestras como las focas de orejas. Las aletas suelen tener forma triangular y la parte superior es ligeramente peluda, mientras que la inferior carece de pelo. Los cinco dedos terminan en puntas cartilaginosas, en las que las uñas propiamente dichas están situadas ligeramente alejadas de los extremos de los dedos.

### Piel
La piel de los machos presenta a menudo grandes nódulos, que no aparecen en las hembras. Dado que aparecen en la época de la pubertad, parece ser que se trata de una característica sexual secundaria. El pelo recubre todo el cuerpo, a excepción de las aletas. Los machos mudan el pelo anualmente, entre junio y agosto, en tanto que las hembras pueden tardar aún más tiempo en mudarlo. El pelaje de la morsa cambia de color con la temperatura: en el agua tienen un color gris pálido, casi blanco, en agua fría, pero adquieren una tonalidad rosada en aguas templadas, debido a la dilatación de los vasos sanguíneos de la piel y el incremento de la circulación. 
Sus extremidades son aletas, que carecen de pelo y están provistas de una piel gruesa y rugosa, que les facilita la movilidad en tierra. 
Se han encontrado fósiles de odobénidos, similares a las morsas actuales, que datan del Mioceno medio, hace unos catorce millones de años.

## Ciclo vital

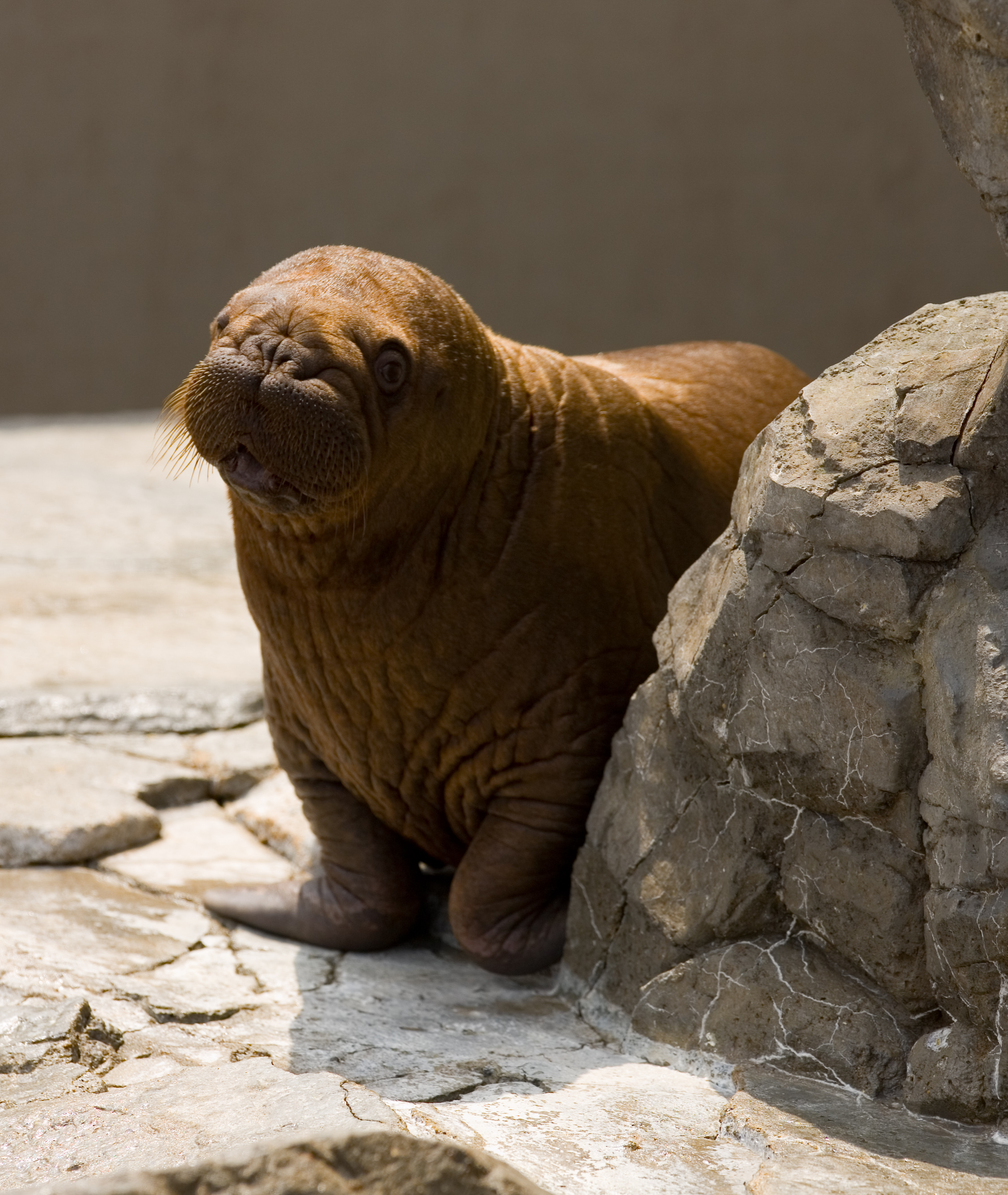
Cría de morsa en cautiverio

Las morsas pueden llegar a vivir hasta cuarenta años. Se alimentan en el agua, buceando hasta profundidades de 90 m, ya que son capaces de permanecer media hora bajo el agua. Se alimentan fundamentalmente de almejas y otros moluscos, aunque pueden comer también otros invertebrados, como: gusanos, gasterópodos, cefalópodos e incluso algunas especies de peces. 
Aunque los machos alcanzan la madurez sexual entre los seis y los nueve años, no suelen tener la oportunidad de aparearse hasta que alcanzan su pleno desarrollo físico (hacia los quince años) y son capaces de competir con otros machos por las hembras. Los machos compiten por el territorio y a menudo se enzarzan en combates; los vencedores se aparean con gran número de hembras.
Las hembras, por su parte, también alcanzan la madurez sexual entre los seis y los nueve años. Se aparean en el agua. Tras la fertilización, el óvulo se mantiene durmiente durante meses. El período de gestación propiamente dicho es de once meses, pero transcurren quince o dieciséis meses desde el momento del apareamiento hasta el parto. Dan a luz una sola cría en tierra o sobre bloques de hielo. Las crías recién nacidas pesan entre 45 y 75 kg. Son amamantadas durante un período máximo de dos años, generalmente en el agua y pasan junto a sus madres entre tres y cinco años. Las madres son extremadamente protectoras con sus crías.
Los principales predadores de la morsa son el oso polar y la orca. El hombre ha dado caza a la morsa al menos desde el siglo IX.

## Distribución y hábitat

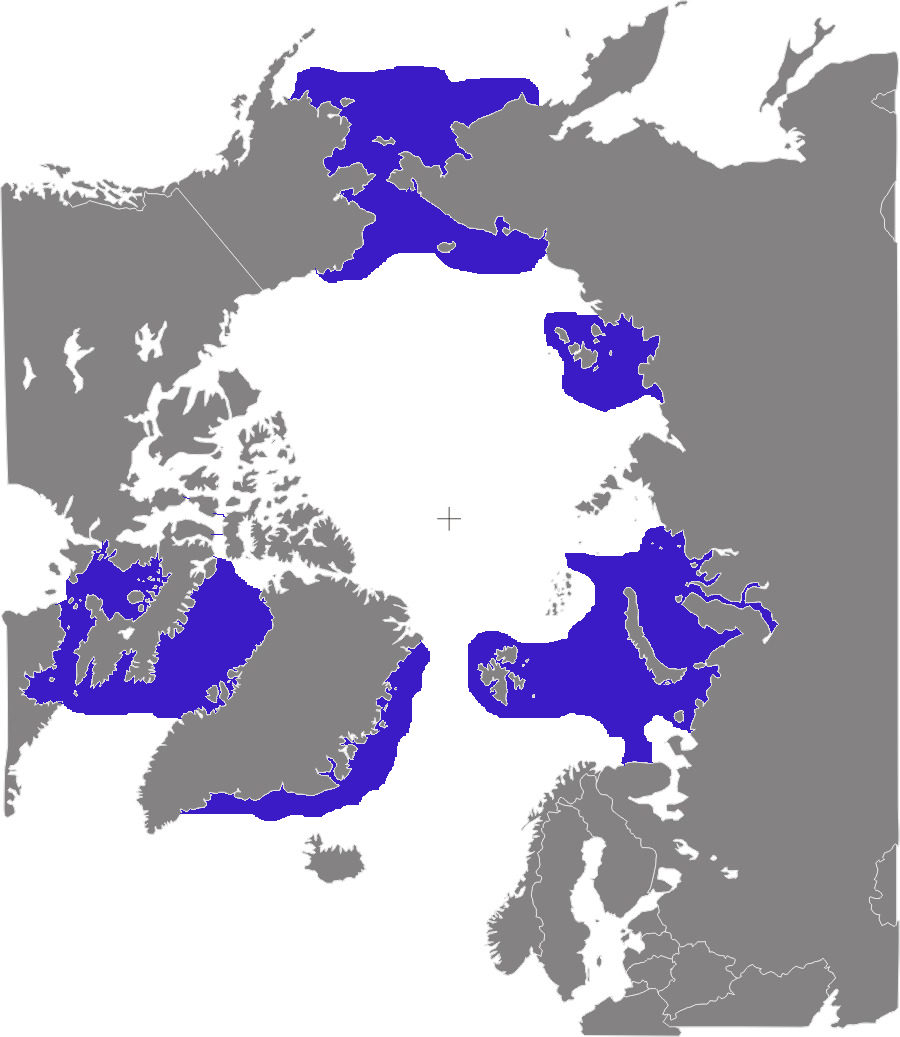
Área de distribución en el Ártico.

Las morsas viven principalmente en el hielo a la deriva del Ártico. En invierno, migran hacia el sur para evitar la banquisa, pero en general no abandonan las latitudes polares. Existen cuatro poblaciones distintas:
1. La morsa del Pacífico permanece en el mar de Bering, Chukotka y Láptev en invierno; en verano, las poblaciones cruzan el estrecho de Bering hacia el norte y buscan el borde de hielo compacto en el mar de Chukchi.
2. Las poblaciones occidentales de morsa atlántica viven en zonas costeras del nordeste de Canadá, Groenlandia y Rusia, incluida la bahía de Hudson y la costa occidental de Groenlandia.
3. Las poblaciones orientales de la morsa atlántica viven en la costa este de Groenlandia y en la zona entre Spitsbergen y la costa noroeste de Siberia. Los animales rara vez se encuentran más al sur; de tiempos históricos se conocen más de 20 registros de capturas de morsas en las costas de las islas británicas. También hay avistamientos más recientes de morsas, por ejemplo en las islas Shetland,[5] en la costa de Islandia,[6] frente a los Países Bajos, en las costas francesas y españolas y en la isla de Rügen.[7]
4. Otra población vive en la costa norte de Siberia, que en ocasiones se clasifica como una tercera subespecie (morsa del mar de Laptev, O. r. laptevi).[8]

## Historia tribal

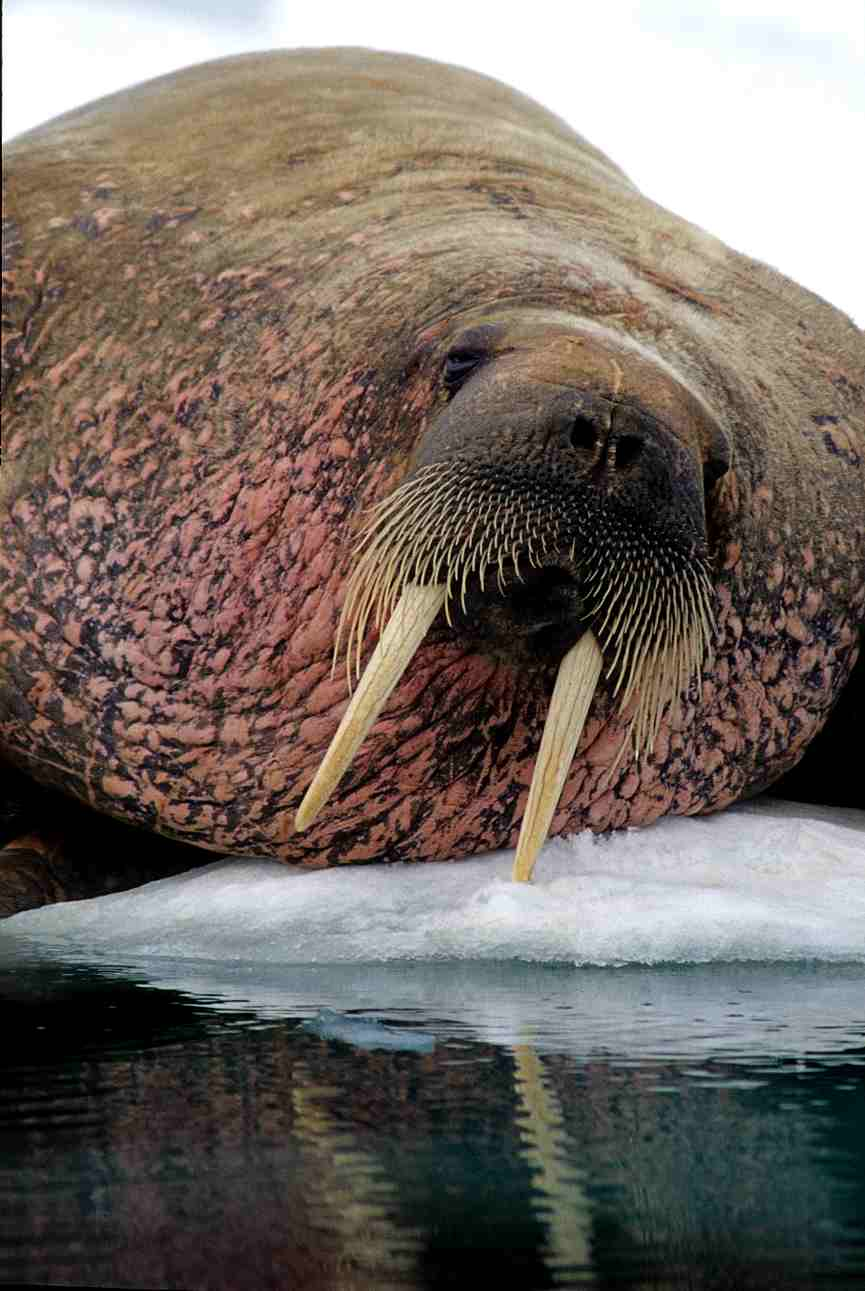
Morsa atlántica (Odobenus rosmarus rosmarus), en un témpano de hielo en la cuenca Foxe (Nunavut, Canadá)

La familia de las morsas está documentada en fósiles desde el Mioceno y, al igual que las focas orejudas, probablemente proviene del Pacífico norte. En el Mioceno y el siguiente Plioceno todavía existían varias especies de morsas que exteriormente se parecían mucho a los leones marinos actuales. A finales del Mioceno, hace entre cinco y diez millones de años, aparentemente eran el grupo de focas dominante y más diverso del Pacífico. En esta época, algunas especies también cambiaron de una dieta predominantemente basada en peces a un espectro de presas dominado por la fauna del fondo marino (bentos), lo que también estuvo acompañado de cambios morfológicos. Esto incluyó cambiar la propulsión en el agua a las aletas traseras y agrandar los caninos.
Existen dos hipótesis sobre la colonización del Atlántico, que tuvo lugar hace entre cinco y ocho millones de años. Según uno, tuvo lugar a lo largo de las costas norteamericanas o siberianas del océano Ártico; según el segundo, los antepasados de las morsas actuales emigraron al Caribe antes de que se formara el puente terrestre entre América del Norte y América del Sur y desde allí viajaron hacia el norte hasta las aguas polares del Atlántico.
Si las poblaciones del Pacífico se extinguieron mientras tanto y el Pacífico sólo fue recolonizado en el Pleistoceno hace aproximadamente un millón de años por poblaciones atlánticas que migraron a lo largo de las costas del Océano Ártico o si los antepasados de la subespecie del Pacífico se remontan a los habitantes originales del Pacífico. En el Pacífico, todavía no está claro.
Lo cierto es que las colonias de morsas en el Pleistoceno vivían mucho más al sur que hoy debido a las favorables condiciones de la edad de hielo y se podían encontrar incluso en las costas de Europa Central y California.

## Relación con el ser humano
Para los inuit, la morsa ha tenido desde antiguo un importante significado religioso. Además, ha tenido un papel decisivo en todos los ámbitos de la vida de este pueblo, ya que de ella obtenían carne, aceite y sus colmillos, tanto como el resto de sus huesos, les proporcionaron un inapreciable material de construcción en un clima en el que los árboles son muy escasos; los estómagos de morsa con moluscos Cardium son todavía hoy considerados una exquisitez. La caza de la morsa llevada a cabo por los inuit, sin embargo, era de mera subsistencia y no supuso ningún peligro para la especie. Todavía hoy se permiten a los inuit cuotas regulares de caza de subsistencia en Canadá, Rusia y Groenlandia.
Cuando los europeos llegaron al sur de los mares árticos en el siglo XVI, la morsa se vio por primera vez en trance de desaparecer como especie pues empezó a ser objeto de caza intensiva, sobre todo a causa del marfil de sus defensas, cuya calidad solo es inferior a la del que se obtiene de los elefantes. Las morsas habitaban por la costa este de Norteamérica, hasta Cabo Cod y en el golfo de San Lorenzo. En esta zona, en los siglos XVI y XVII se mataron anualmente varios miles de morsas. En el siglo XIX ya no quedaba ni un solo ejemplar al sur de Labrador. En busca de colonias de morsas todavía no descubiertas, los cazadores fueron entonces internándose en regiones más y más remotas. Puede dar una idea de las proporciones de las matanzas el hecho de que solo entre 1925 y 1931 fueran cazadas en la isla de Baffin, en el Ártico canadiense, alrededor de 175 000 morsas. La morsa del Atlántico estuvo por este motivo al borde de la extinción y, por causas que se desconocen, sus poblaciones siguen sin recuperarse: solo subsisten hoy 15 000 morsas del Atlántico, una fracción mínima de la población original.
La morsa del Pacífico fue sometida a masacres parecidas, aunque su caza se inició en fecha posterior. Sin embargo, sus poblaciones se han recuperado significativamente gracias a las medidas proteccionistas introducidas por Estados Unidos y Rusia y hoy cuenta de nuevo con unos 200 000 ejemplares. Por ese motivo, la especie en su conjunto no se encuentra en peligro de extinción.
También la contaminación afecta a las morsas, que son especialmente sensibles a los vertidos de petróleo, ya que los hidrocarburos se depositan en los fondos marinos, lugar en que las morsas encuentran su alimento, reduciendo así el número de sus presas.
Debido a su apariencia distintiva, su gran volumen y sus bigotes y colmillos inmediatamente reconocibles, la morsa también aparece en las culturas populares de pueblos con poca experiencia directa con el animal, particularmente en la literatura infantil inglesa. Quizás su aparición más conocida sea en el caprichoso poema de Lewis Carroll La morsa y el carpintero que aparece en su libro de 1871 A través del espejo y lo que Alicia encontró allí. En el poema, los antihéroes del mismo nombre utilizan engaños para consumir una gran cantidad de ostras. Aunque Carroll describe con precisión el apetito de la morsa biológica por los moluscos bivalvos y las ostras, principalmente habitantes de los litorales y las zonas intermareales, estos organismos constituyen de hecho una porción insignificante de su dieta en cautiverio. Además, la morsa en la críptica canción «I Am the Walrus» de The Beatles es una referencia al poema de Lewis Carroll.